# Lac Hacquard
Pour les articles homonymes, voir Hacquard.
Le lac Hacquard, anciennement nommé le lac Haguart, est un lac d'eau douce situé dans la municipalité de Saint-Émile-de-Suffolk, administré par la municipalité régionale de comté de Papineau, dans la région administrative de l'Outaouais, au Québec, au Canada.

## Géographie
Ce lac a une superficie d’environ 21 ha, un périmètre de 3 km, un volume de 1 323 km³, pour une profondeur moyenne de 6,3 m et une profondeur maximale de 17 m.
Le lac est situé à proximité du lac Saint-Émile, à environ 200 m à l'est.

## Toponymie
Le toponyme « Lac Hacquard » a été officialisé le 26 juin 1985 par la Commission de toponymie du Québec, en référence à Félix Hacquard (1840-1915), originaire de Moselle, en France. Il émigra à Montréal en 1873 avec sa femme, Marie Anne Dauer (1842-1918), et leurs fils Georges et Émile. Il s’établit à Suffolk, plus précisément sur le lot 29, près du lac, dans le cinquième rang, où il construisit sa résidence. La maison familiale appartint à ses descendants jusqu’au début des années 1960.
Au total, la famille Hacquard vécut à proximité du lac pendant environ 90 ans, de 1870 à 1960.
Ce lac est aussi le seul au Québec qui porte le spécifique Hacquard.

## Faune et flore

### Poissons
Plusieurs espèces de poissons ont été observées dans le lac Hacquard lors d’une pêche expérimentale en 1991. On y retrouve notamment l’achigan à petite bouche, le grand brochet, le crapet soleil, le meunier noir, l’omble de fontaine, la perchaude, le méné jaune ainsi que d’autres cyprinidés.

### Plantes aquatiques
Dix espèces de plantes aquatiques ont été observées dans le lac Hacquard (sans compter les groupes). On y retrouve le bident de Beck, la brasénie de Schreber, l’ériocaulon aquatique, la naïade souple, la pontédérie cordée, la pontédérie cordée f. taenia Fassett, la potentille palustre, la renouée amphibie, l’utriculaire à bosse et l’utriculaire vulgaire.

#### Occurrence des plantes aquatiques
Les cinq espèces de plantes aquatiques les plus fréquemment observées dans le lac Hacquard, ainsi que le pourcentage (%) de zones dans lesquelles chacune des espèces a été observée, sont :
- Brasénie de Schreber (100 %)[5]
- Ériocaulon aquatique (85 %)[5]
- Pontédérie cordée (85 %)[5]
- Naïade souple (81 %)[5]
- Pontédérie cordée f. taenia Fassett (74 %)[5]

#### Plantes exotiques envahissantes
Il n'y a pas de plantes considérées comme exotiques envahissantes qui ont été signalées dans le lac Hacquard. Cependant, des cas de myriophylle à épis ont été observés dans le lac Saint-Émile, situé juste à l'est, à moins de 500 mètres du lac Hacquard.